# یورکینو (استان آرخانگلسک)
یورکینو (به لاتین: Yorkino) یک منطقهٔ مسکونی در روسیه است که در استان آرخانگلسک واقع شده‌است.